# Ipse dixit
Ipse dixit è una locuzione latina che, tradotta letteralmente, significa "lui stesso l'ha detto". L'espressione viene utilizzata in diversi contesti con vari significati.

## Storia
L'espressione compare nel De natura deorum (I, 5, 10) di Marco Tullio Cicerone, il quale, parlando dei pitagorici, ricorda, con piglio critico, come fossero soliti citare la loro somma autorità, Pitagora, con questa frase (in greco, αὐτὸς ἔφα, autòs epha).
Nel Medioevo, la somma autorità cui ci si riferisce con la locuzione non è più Pitagora, ma Aristotele: il detto, infatti, è attribuito ad Averroè, il più importante studioso arabo del filosofo. Secondo una sua interpretazione, Aristotele afferma in forma scientifica le stesse verità esposte nel Corano e, pertanto, il pensiero aristotelico non va interpretato ma accettato, perché ipse dixit. Simile modo di presentare la verità viene definita dagli scolastici sophisma auctoritatis: una tesi viene accettata solo in virtù dell'autorità di chi la presenta.
Alla fine del XVIII secolo, Jeremy Bentham adattò il termine ipse dixit nella parola ipse-dixitismo. Bentham coniò il termine da applicare a tutti gli argomenti politici non utilitaristici.

## Utilizzo

### Ambito sociale
L'espressione è oggi principalmente utilizzata quando, in un discorso, si vuole evidenziare la bontà delle proprie opinioni in quanto sostenute anche da una persona comunemente riconosciuta come autorità in materia. A volte viene usata anche in senso ironico, per deridere chi si considera autorevole senza esserlo realmente, o chi si sottomette acriticamente a una simile autorità.

### Ambito legale
Nelle moderne decisioni legali e amministrative, il termine ipse dixit è stato generalmente utilizzato come critica di argomenti basati esclusivamente sull'autorità di un individuo o di un'organizzazione. Ad esempio, in National Tire Dealers & Retreaders Association, Inc. v. Brinegar, 491 F.2d 31, 40 (DC Cir. 1974), il giudice di circoscrizione Wilkey ha ritenuto che la "dichiarazione delle ragioni del Segretario dei trasporti per la sua conclusione che il requisiti sono praticabili non è così intrinsecamente plausibile che il tribunale possa accettarlo sul mero ipse dixit dell'agenzia".
Nel 1997, la Corte Suprema degli Stati Uniti ha riconosciuto il problema della "prova dell'opinione che è collegata ai dati esistenti solo dall'ipse dixit di un esperto". Allo stesso modo, la Corte Suprema del Texas ha dichiarato che "un reclamo non potrà reggere o cadere sul semplice ipse dixit di un testimone accreditato".

Nel 1858, Abraham Lincoln disse nel suo discorso a Freeport, Illinois, al secondo dibattito congiunto con Stephen A. Douglas:
Tralascio uno o due punti che ho perché il mio tempo scadrà molto presto, ma devo ammettere che il giudice Douglas ricorre di nuovo, come ha fatto in una o due altre occasioni, sull'enormità di Lincoln, un individuo insignificante come Lincoln, dopo il suo ipse dixit accusando un gran numero di membri del Congresso, della Corte Suprema e di due presidenti di aver cospirato per nazionalizzare la schiavitù. Voglio dire che, in primo luogo, non ho addebitato alcun tipo al mio ipse dixit. Ho solo schierato le prove tendendo a dimostrarlo, e l'ho presentato alla comprensione degli altri, dicendo quello che penso che dimostri, ma dandovi i mezzi per giudicare se lo dimostra o no. Questo è esattamente quello che ho fatto. Non l'ho messo affatto sul mio ipse dixit.